# Ricciardo di Nanni
Ser Ricciardo di Nanni est un prêtre et enlumineur, originaire de Castelfiorentino et actif à Florence entre 1449 et 1480.

## Biographie
« Riciardo di Giovanni da Chastello ﬁorentino miniatore » est mentionné dans les textes pour la première fois le 27 août 1449. Originaire de Castelfiorentino, il reçoit alors un paiement de l'œuvre de la cathédrale de Florence au nom d'un autre enlumineur, Battista di Niccolò da Padova (ca.1390/1395-1452). Il travaille alors probablement dans l'atelier de ce dernier, au sein duquel il pourrait avoir été formé, et contribue à la décoration de livres liturgiques pour la cathédrale. Dès cette époque, il décore aussi des livres pour la famille de Médicis et plus précisément Jean de Médicis (1421-1463). Ricciardo contribue ainsi à décorer plusieurs manuscrits pour ce prince jusqu'au début des années 1460.

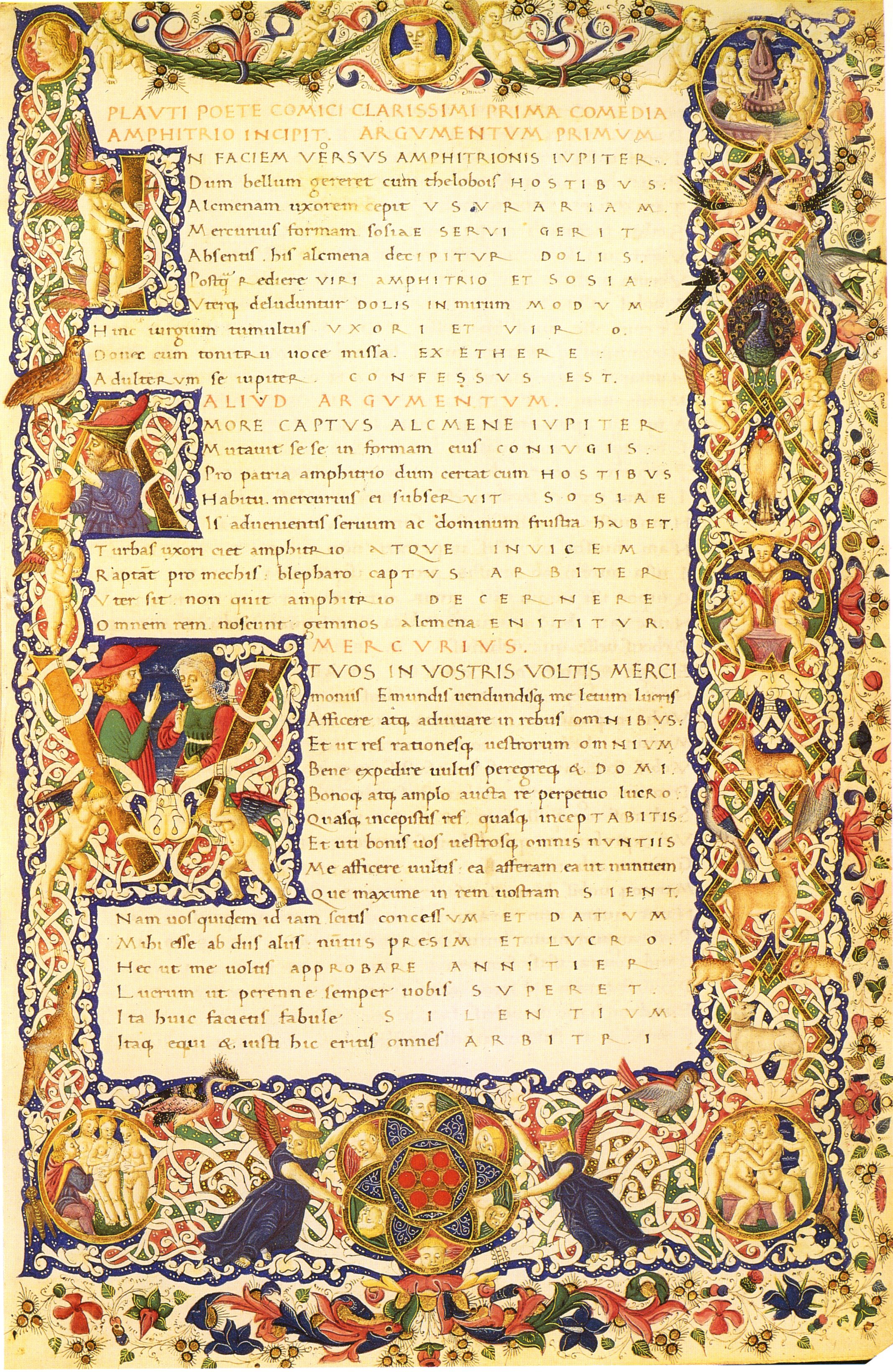
Manuscrit de Plaute, vers 1450, Bibliothèque Laurentienne.

En 1461, il est désigné comme prêtre pour la première fois. Il semble travailler en indépendant, à la tête d'un atelier, au sein duquel se trouvent deux adjoints : un certain Matteo et un autre du nom de Cosimo. Il collabore par ailleurs avec plusieurs enlumineurs florentins de son temps : Bartolomeo di Antonio Varnucci (ca.1412/1413–1479), Francesco d'Antonio del Chierico, Zanobi Strozzi, Mariano del Buono ou encore Filippo di Matteo Torelli dans les années 1465-1468. Il contribue avec eux à de nombreux livres liturgiques : ceux du monastère Badia Fiesolana, commandés par Cosme de Médicis ou encore ceux de la cathédrale Santa Maria del Fiore. Son dernier manuscrit attesté est un missel pour la cathédrale daté de 1477. Il est mentionné pour la dernière fois dans les rôles des impôts de la ville de Florence en 1480, habitant alors à l'extérieur de la Porta a San Pier Gattolino, dans le quartier de Santo Spirito. Il décède probablement quelque temps plus tard.

## Style

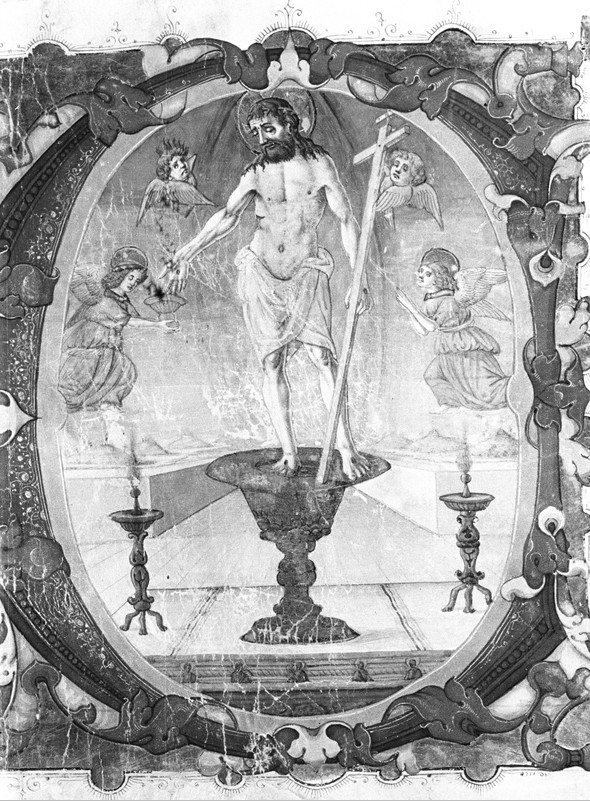
Lettrine du graduel pour la basilique de la Santissima Annunziata ayant servi à reconstituer le corpus des œuvres de l'enlumineur.

Son style a été reconstitué à partir de l'unique manuscrit attesté par les textes, deux miniatures d'un graduel pour la basilique de la Santissima Annunziata pour lequel il a été payé le 27 mars 1473. Dès le début de sa carrière, il se montre sensible à l'art antique et aux objets archéologiques comme le montre sa reprise des camées antiques de la collection Médicis dans les médaillons décorant ses frontispices de livres destinés à Jean de Médicis. Il se montre aussi sensible à la peinture de panneaux florentine de son temps, reprenant des motifs de retables de Domenico Veneziano, de Filippo Lippi et le style narratif typique des cassoni.
Son style se caractérise par une attention portée à la physionomie de ses personnages, des paysages en arrière plan comportant des collines et des mares d'eau. Ses décors sont toujours vivants à la fois dans leurs couleurs et dans ses représentations. Il porte toujours un soin à lier ce décors avec le contenu du texte, faisant preuve d'une recherche intellectuelle et non d'une simple reproduction de motifs standards.
Son style montre aussi une évolution au cours de sa carrière. Ainsi, ses œuvres de la fin des années 1460, plus expressionnistes, montrent un dessin plus rapide, fait de petites touches dans le rendu des volumes et du contour des figures. À la fin de sa vie, il semble avoir une prédilection pour les thèmes apocalyptiques, avec un traitement plus distancié des thèmes sacrés, mélangés avec des sujets profanes, comme dans ses manuscrits des Triomphes de Pétrarque.

## Œuvres

### Manuscrits

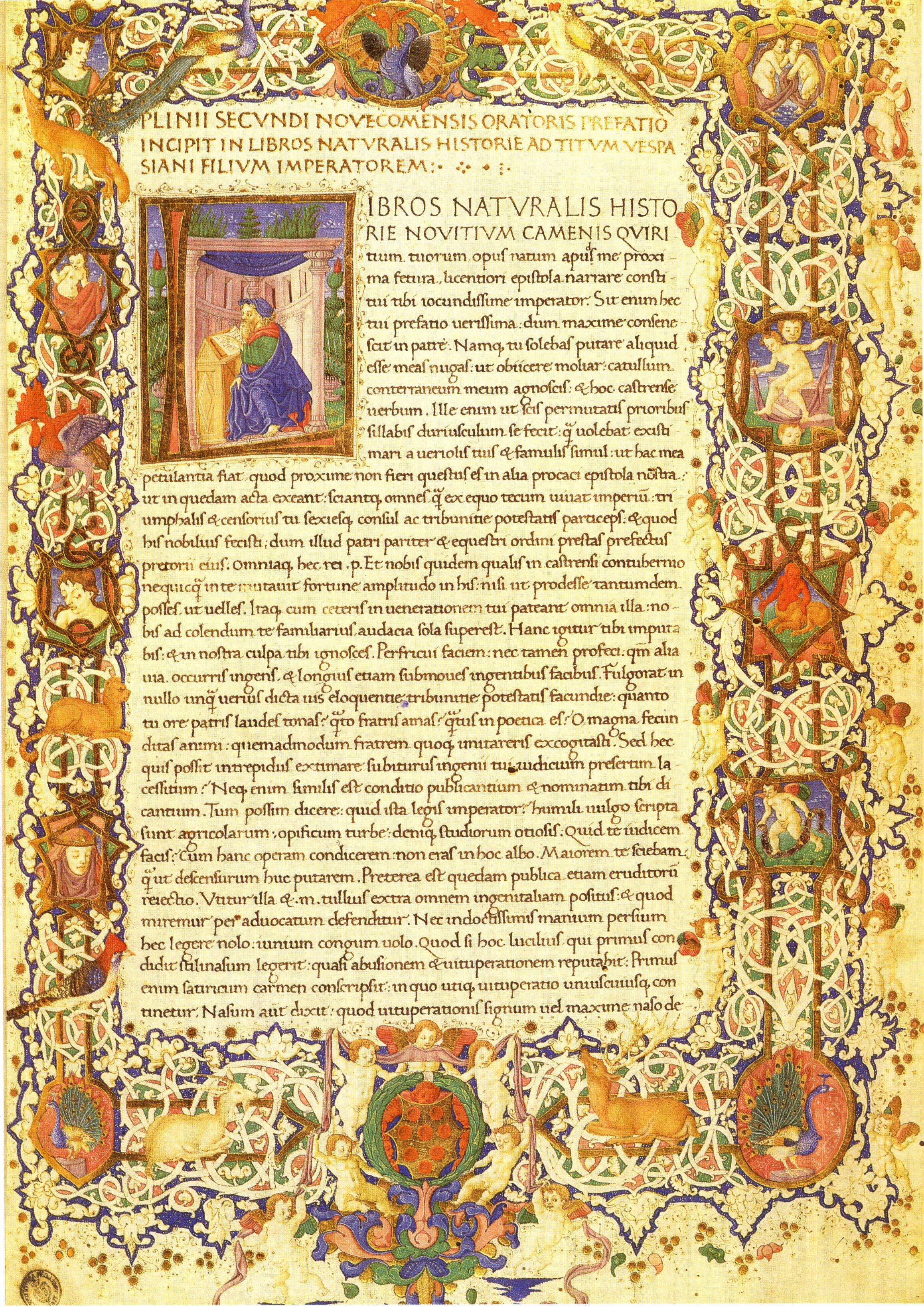
Manuscrit de Pline l'Ancien, Bibliothèque Laurentienne.

- Comoediae  de Plaute pour Jean de Médicis, vers 1450, Bibliothèque Laurentienne, Florence, MS Plut.36.41[4]
- Livre d'heures pour un membre de la famille Benci, en collaboration avec Bartolomeo di Antonio Varnucci (?), vers 1450-1455, Bibliothèque nationale centrale de Florence, B.R. 327
- Livre d'heures, en collaboration avec Filippo di Matteo Torelli, Morgan Library and Museum, M.315[5]
- Trionfi de Pétrarque, vers 1450, Collection Schøyen, Oslo et Londres, Ms.2105[6]
- psautier de Vallombrosa, vers 1452, Bibliothèque Laurentienne, Conv. Soppr. 512
- Œuvres de Lactance, vers 1456, Getty Center, Ms.Ludwig XI 1[7]
- De ira de Sénèque, 1457, Bibliothèque nationale de France, MS. lat.6376[8]
- Epistolae, Séneque, pour la famille Médicis, 1458, Bibliothèque Laurentienne, MS Plut.45.33[9]
- Historia Naturalis  de Pline l'Ancien, pour la famille Médicis, Bibliothèque Laurentienne, MS Plut.82.4[10]
- Orationes de Cicéron pour Pierre Ier de Médicis, vers 1459-1460, Bibliothèque Laurentienne, Plut. 48.8[11]
- De civitate dei de saint Augustin, pour Jean de Médicis, 1460-1463, Bib. Laur., MS Plut.12.19[12]
- Epistulae de saint Jérôme, pour Jean de Médicis, vers 1460-1463, Bib. Laur., MS Fiesolano 28
- Livres liturgiques pour le monastère Badia Fiesolana, en collaboration avec Francesco d'Antonio del Chierico, 1463, Archivio Capitolare di San Lorenzo, Florence, G.206, H. 207, K. 206, L. 210, X. 220
- Évangéliaire pour la cathédrale de Florence, en collaboration avec Filippo di Matteo Torelli et Zanobi Strozzi, 1468, Bibliothèque Laurentienne, Florence, MS. Edili 115
- Historiae Romanae Decades de Tite Live pour Jean Vitéz, vers 1469, en collaboration avec Mariano del Buono, Bayerische Staatsbibliothek, Munich, Clm. 15731 et 15733
- Livre d'heures, décoration secondaire attribuée au maître, en collaboration avec Francesco d’Antonio del Chierico auteur des miniatures, vers 1470-1480, Bibliothèque de Genève, Comites Latentes 54[13]
- Graduel D pour la Basilique de la Santissima Annunziata de Florence, en collaboration avec Francesco d'Antonio del Chierico, 1473, Archivio del Convento della Santissima Annunziata, Vol.694
- Triomphes de Pétrarque, vers 1490, Bibliothèque nationale d'Espagne, Madrid, MS. Vit. 22.4
- De bello Iudaico de Flavius Josèphe, Bibliothèque Laurentienne, Plut. 66. 9[14]
- Canzoniere e Trionfi de Pétrarque, entre 1451 et 1475, Bibliothèque apostolique vaticane, Urb.Lat.681[15]
- Livre d'heures, Biblioteca Marciana, Venise, Ms.III.103
- Livre d'heures, Bibliothèque Riccardiana, Florence, MS. 373
- Sefer ha-Ikkarim (livre des principes), Biblioteca dell'Accademia dei Concordi, Silvestriana Collection, Rovigo, Ms.220[16]
- Trionfi de Pétrarque, Bibliothèque Beinecke, Université Yale, Ms.438[17]

### Feuillets découpés
- Feuillets découpés provenant des livres liturgiques de la Badia de Fiesole : un feuillet passé en vente chez Christie's (David en prière) le 4 juin 2008 (lot 29), un feuillet dans l'ancienne collection Breslauer (lettrine A avec deux saints)[18]
- Feuillets provenant d'un graduel à l'usage augustinien pour le couvent Santo Spirito de Florence, vers 1470-1471, aujourd'hui dispersé entre un au Musée San Marco (Ms.567), un autre à la Villa I Tatti (Introit de la messe de saint Laurent) et 10 feuillet dans une coll. part. milanaise[19].
- Un feuillet provenant d'un graduel, introit à la seconde messe de Noël, en collaboration avec Filippo di Matteo Torelli, Free Library of Philadelphia, Lewis E M 46:9[20]